# Color of Your Life
Color of Your Life (srp. Boja tvog života) je pesma Mihava Špaka. Objavljena je za digitalno preuzimanje 11. marta 2016. i kao četvrti singl na njegovom debitantskom albumu Byle być sobą. Pesma je odabrana preko nacionalnog finala da predstavlja Poljsku na Pesmi Evrovizije 2016. Na samom takmičenju, pesma je osvojila osmo mesto u finalu.

## Pesma Evrovizije 2016.
Krajowe Eliminacje 2016 je poljsko nacionalno finale organizovano od strane TVP za Pesmu Evrovizije 2016. Emitovano je 5. marta 2016, a takmičenje je vodio Artur Orzeh. Pobednika je isključivo odabrala publika. Emisija je emitovana na kanalima TVP1 i TVP Polonia u Poljskoj i strimovana onlajn na sajtu eurowizja.tvp.pl.
Devet kompozicija se takmičilo i pobednička pesma Mihava Špaka Color of Your Life osvojila je glas publike. Mihav je predstavljao Poljsku na samoj Pesmi Evrovizije u Stokholmu, u Švedskoj, u drugom polu-finalu 12. maja 2016. Plasirao se u veliko finale gde je završio na osmoj poziciji sa osvojenih 229 poena.